# Newbury (gmina w Vermont)
Newbury – gmina (town) w Stanach Zjednoczonych, w stanie Vermont, w hrabstwie Orange. W jej granicach znajdują się wsie Newbury i Wells River.